# Leiobunum viridorsum
El opilión de dorso verde (Leiobunum viridorsum) es un arácnido de la familia Sclerosomatidae del orden Opiliones. Esta especie fue descrita por Goodnight y Goodnight en 1942. El nombre de la especie proviene de las palabras latinas “viridō” que significa verde y “dorsum” la cual significa dorso.

## Clasificación y descripción
Estos opiliones asemejan a una araña patona, pero con la diferencia de que no presentan la segmentación clásica entre prosoma y opistosoma, lo que les da el parecido a una bola con patas. El cuerpo es de color café oscuro, con la región ocular más clara, los ojos se hallan elevados y sobresalen del cuerpo; presenta un característico color verde metálico en la parte dorsal; las patas son alargadas y muy delgadas, color oscuro. Son de movimientos pausados, al grado de parecer que están temblando, carecen de veneno.
El macho tiene un largo total el cuerpo de 3,2 mm. Dorso toscamente granulado, tubérculo ocular alto, caniculado y desarmado; opérculo genital ornamentado con filas lateral de unos cuantos y pequeños dientes; coxa fuertemente tuberculada con filas laterales de dientes sobre el margen anterior y posterior de las coxas I a IV; patas largas y delgadas, ornamentadas con filas de diminutas espinas sobre el fémur; partes distales de las patas con dientes; palpos normal, con el fémur no elevado encima del cefalotórax, ornamentado ventralmente con una fila de tubérculos bajos y setas dispersas, más numerosas distalmente; garra tarsal lisa y dentada, sin espolón patelar; granulación del dorso verde y dorado, dándole un aspecto brillante al dorso del animal, algunos especímenes presentan más verde que dorado. En algunos ejemplares el dorado es el color más sobresaliente emitiendo un color verde, mientras que en otros el animal aparece de color verde emitiendo un color dorado. 
Tubérculo ocular blanco con un línea marrón en el medio que se ensancha ligeramente y se extiende hasta el margen del cefalotórax; el abdomen está delineado lateralmente y anteriormente con una hilera de manchas blancas; vientre con opérculo genital y coxas blancas, incluso los dientes laterales de las coxas son blancos; trocánter y base del fémur marrón oscuro, contrastando fuertemente con las coxas; patas de color marrón claro, palpo y quelíceros blancos; en la porción distal dorsal del fémur y la parte dorsal de la patela del palpo hay una pequeña mancha marrón-dorada que contrasta fuertemente con el resto del palpo. Hembra con un largo total de 7 mm; cefalotórax de 1 mm aproximadamente; descripción semejante al macho excepto que el cuerpo está más fuertemente arqueado y cuando se distiende por tener huevos, las membranas parduzcas son visibles entre los escudos.

## Distribución
La localidad tipo de este opilión se encuentra en Nuevo León, México, aunque existen registros en los estados de Nuevo León, Hidalgo, Querétaro, San Luis Potosí, Tamaulipas y CDMX (Ciudad de México).

## Hábitat
Se les halla en diversos tipos de vegetación, generalmente entre el follaje o deambulando en la hojarasca. Se les puede encontrar usualmente en las entradas de las cuevas y cavernas.  

## Estado de conservación
Este opilión no se encuentra dentro de alguna categoría de riesgo en las normas nacionales e internacionales.